# Градешка (озеро)
Градешка — озеро, розташоване на півдні Ренійського району (Одеська область). Тип загальної мінералізації — прісне. Походження — річкове (заплавне). Група гідрологічного режиму — стічна.

## Характеристика
Озеро у басейні річки Дунай (Придунайські озера України). Довжина — 0,6 км, ширина — 0,2 км. Висота над рівнем моря — 2,3 м. Найближчий населений пункт — село Новоселівка, розташований на схід від озера.
Озеро Градешка розташоване на північ від Дунаю. Озерна улоговина водойми неправильної видовженої форми, витягнута з півночі на південь. Береги пологі, із рясною прибережно-водною рослинністю (переходить у плавні). Південніше розташовані озера Картал та Дервент. Картал, Дервент та Градешку з'єднані системою проток, які у посушливий період заростають.